# کوکی یونکورا
کوکی یونکورا (ژاپنی: 米倉 恒貴؛ زادهٔ ۱۷ مهٔ ۱۹۸۸) یک بازیکن فوتبال اهل ژاپن است. وی در تیم ملی فوتبال ژاپن بازی کرده است.